# Nops largus
Nops largus  (лат.) — вид мелких пауков рода Nops из семейства Caponiidae. Центральная Америка: эндемик Панамы. Длина голотипа самца 6,7 мм (самка до 8,78 мм).
Вид Nops largus был впервые описан в 1967 году американским арахнологом Артуром Чикерингом (1887—1974) вместе с таксонами Nops craneae, Nops gertschi, Nops flutillus, Nops simla, Nops sublaevis, Nops toballus, Nops ursumus и другими новыми видами. Таксон Nops largus включён в состав рода Nops MacLeay, 1839.